# Banatul Bosniei
Banatul Bosniei (în sârbă Бановина Босна, cu alfabetul latin: Banovina Bosna) sau Banatul Bosniac (în sârbă Босанска бановина, cu alfabetul latin: Bosanska banovina) a fost un stat medieval cu sediul în ceea ce este astăzi Bosnia și Herțegovina. Deși regii maghiari priveau Bosnia ca parte a ținuturilor coroanei maghiare, Banatul Bosniei a fost un stat independent de facto, în cea mai mare parte a existenței sale. A fost fondat la mijlocul secolului al XII-lea și a existat până în 1377 cu întreruperi sub familia Šubić între 1299 și 1324. În 1377 a fost transformat în Regatul Bosniei. Cea mai mare parte a istoriei sale a fost marcată de o controversă religioasă și politică în jurul Bisericii Bosniace creștine native, condamnată ca eretică de bisericile creștine dominante niceene, și anume romano-catolică și ortodoxă, Biserica Catolică fiind deosebit de antagonistă și persecutându-i membrii prin maghiari.

## Listă de bani ai Bosniei
- Ban Borić, dinastia Borićević, domnie 1154–1163
- Ban Kulin, dinastia Kulinić, domnie 	1180–1204
- Ștefan Kulinić, dinastia Kulinić, domnie 1204–1232
- Matej Ninoslav, dinastia Kulinić, domnie 1232–1253
- Prijezda I, dinastia Kotromanić, domnie 1254–1287
- Prijezda al II-lea, dinastia Kotromanić, domnie 1287–1290
- Ștefan I, dinastia Kotromanić, domnie 1287–1314 (ca Bosniae dominus, l-a numit pe fiul său Mladen I Šubić ca ban al Bosniei)
- Paul I Šubić de Bribir; dinastia Šubić, domnie 1305–1312 (ca Bosniae dominus)
- Mladen al II-lea Šubić de Bribir; dinastia Šubić, domnie 1312–1322
- Ștefan al II-lea, dinastia Kotromanić, domnie 1322–1353
- Tvrtko I al Bosniei, dinastia Kotromanić, domnie 1353–1366
- Vuk, dinastia Kotromanić, domnie 1366–1367
- Tvrtko I, dinastia Kotromanić, a doua domnie 1367–1377